# Казе Волпато (Падова)
Казе Волпато је насеље у Италији у округу Падова, региону Венето.
Према процени из 2011. у насељу је живело 48 становника. Насеље се налази на надморској висини од 17 м.